# The Age of Adaline
The Age of Adaline (prt: A Idade de Adaline; bra: A Incrível História de Adaline) é um filme estadunidense de 2015, dos gêneros drama romântico e fantasia, dirigido por Lee Toland Krieger e escrito por J. Mills Goodloe e Salvador Paskowitz.
O filme foi estrelado por Blake Lively, Michiel Huisman, Kathy Baker, Amanda Crew, Harrison Ford, e Ellen Burstyn. Nos Estados Unidos, o filme foi lançado em 24 de abril de 2015, em Portugal em 30 de abril de 2015 e no Brasil em 28 de maio do mesmo ano.

## Argumento
Adaline Bowman tem 29 anos e sobrevive a um acidente, mas passa a carregar uma maldição: a eternidade. Essa condição a leva a se isolar, até que um dia conhece um homem por quem talvez valha a pena se arriscar.

## Elenco
- Blake Lively como Adaline Bowman/Jennifer Larson[5]
- Michiel Huisman como Ellis Jones[6]
- Harrison Ford como William Jones[7]
- Kathy Baker como Connie Jones
- Ellen Burstyn como Flemming Prescott[5]
- Amanda Crew como Kiki Jones
- Anjali Jay como Cora
- Richard Harmon como Tony
- Lynda Boyd como Regan
- Barclay Hope como Stanley Chesterfield
- Chris William Martin como Dale Davenport
- Lane Edwards como Dr. Larry Levyne
- Anthony Ingruber como William (jovem)[8]
- Peter J. Gray como Clarence James Prescott[9]

## Produção
Em 12 de maio de 2010, foi anunciado o filme épico romântico The Age of Adaline, que seria cofinanciado e coproduzido entre a Lakeshore Entertainment e o Sidney Kimmel Entertainment.  J. Mills Goodloe e Salvador Paskowitz seriam os guionistas. Sierra Affinity adquiriu os direitos internacionais do filme, enquanto os produtores seriam Steve Golin, Alix Madigan, Tom Rosenberg e Gary Lucchesi. Em 20 de julho de 2010, foi relatado que Andy Tennant iria dirigir o filme. Em 31 de outubro de 2010, a Summit Entertainment adquiriu os direitos de distribuição para o filme nos Estados Unidos, e em setembro deram início às filmagens, para ser lançado no início de 2012.
Em 22 de fevereiro de 2011, foi relatado que Gabriele Muccino estava em negociações para dirigir o filme, substituindo Tennant e renomeando o filme para Adaline, simplesmente. Em 14 de maio de 2012, foi anunciado que a diretora espanhola Isabel Coixet dirigiria o filme. Em 16 de outubro de 2013, Lee Toland Krieger assumiu o cargo de direção do filme.

### Elenco
Em 12 de maio de 2010, Katherine Heigl se juntou ao elenco como a personagem principal. Em 12 de novembro de 2010, Angela Lansbury se juntou ao elenco, Lansbury iria atuar como a filha da mãe sem idade Adaline. Em 15 de novembro, Heigl saiu do elenco do filme, e havia rumores de que ela tinha sido demitida pela Lakeshore, mas ambos negaram isso. Mais tarde, ela anunciou que sua retirada foi resultado de sua recente aprovação da adopção da filha. Em 15 de agosto de 2011, o site TheWrap relatou que à Natalie Portman, tinha sido oferecido o papel principal. Em 25 de agosto, Portman disse ao Entertainment Weekly, que ela recusou a oferta.
Em 16 de outubro de 2013, Blake Lively e Ellen Burstyn se juntaram ao elenco, Lively atuaria como a personagem principal Adaline. Em 15 de janeiro de 2014, Harrison Ford se juntou ao elenco para atuar com Lively e Burstyn, onde começariam em março. Em 11 de fevereiro de 2014, Michiel Huisman entrou para o elenco do filme para estrelar ao lado de Lively, como a paixoneta de Adaline.

### Filmagens
As filmagens começaram no dia 10 de março de 2014, em Vancouver, e prosseguiram até 5 de maio. Em 11 de março de 2014, as filmagens começaram no Hotel Vancouver.

## Lançamento
Em 15 de agosto de 2014, a Lionsgate anunciou o lançamento mundial do filme para 23 de janeiro de 2015. Mais tarde, a data foi alterada para 24 de abril de 2015. Em Portugal, o filme estreou nos cinemas, sob a distribuição da NOS Audiovisuais em 30 de abril de 2015 e no Brasil em 28 de maio de 2015, sob a distribuição da Diamond Films.

## Recepção

### Crítica
No agregador de críticas dos Estados Unidos, o Rotten Tomatoes, na pontuação onde a equipe do site categoriza as opiniões da  grande mídia e da mídia independente apenas como positivas ou negativas, o filme tem um índice de aprovação de 55% calculado com base em 170 comentários dos críticos. Por comparação, com as mesmas opiniões sendo calculadas usando uma média aritmética ponderada, a nota alcançada é 5.5/10 que é seguida do consenso dizendo que "The Age of Adaline rumina sobre a mortalidade de forma menos convincente do que filmes com temas semelhantes, mas é diferenciado por performances memoráveis de Blake Lively e Harrison Ford".
Em outro agregador de críticas também dos Estados Unidos, o Metacritic, que calcula as notas das opiniões usando somente uma média aritmética ponderada de determinados veículos de comunicação em maior parte da grande mídia, o filme tem 31 avaliações da imprensa anexadas no site e uma pontuação de 51 entre 100, com a indicação de "revisões mistas ou neutras".

### Público
No CinemaScore, pesquisas realizadas durante o fim de semana de abertura, o público de cinema deu a The Age of Adaline uma nota média de "A-" em uma escala de A+ a F.